# Pedro Geromel
Pedro Tonon Geromel (født 21. september 1985 i São Paulo, Brasilien), er en brasiliansk fodboldspiller (højre back). Han spiller for Grêmio i den brasilianske Serie A, som han har været tilknyttet siden 2015. Han har tidligere repræsenteret blandt andet Vitória Guimaraes i Portugal, FC Köln i Tyskland samt spanske Mallorca.

## Landshold
Geromel har (pr. maj 2018) spillet to kampe for Brasiliens landshold. Han debuterede for holdet 26. januar 2017 i en venskabskamp mod Colombia. Han var en del af den brasilianske trup til VM 2018 i Rusland.